# Großsteingrab Streetz
Das Großsteingrab Streetz war eine jungsteinzeitliche megalithische Grabanlage bei Streetz, einem Ortsteil von Dessau-Roßlau, Sachsen-Anhalt. Es wurde wahrscheinlich im 18. Jahrhundert zerstört.

## Lage
Das Grab befand sich nach Johann Christoph Bekmann in den Streetzer Bergen.

## Beschreibung
Über die genaue Form, Größe und Orientierung des Grabes liegen keine Angaben vor. Bekmann erwähnt nur mehrere sehr große Steine, die bereits um 1710 keine Struktur mehr erkennen ließen, da wohl schon Teile der Anlage zur Gewinnung von Baumaterial zerstört worden waren. Dabei sollen Keramikscherben („fragmenta von Urnis“) gefunden worden sein.